# ホェン・アイ・カム・アラウンド
「ホェン・アイ・カム・アラウンド」（When I Come Around）は、アメリカのロックバンド、グリーン・デイの楽曲。バンドのサードアルバム『ドゥーキー』に収録。アルバムから5枚目のシングルとしてシングルカットされ、アメリカビルボードのモダン・ロック・トラックスチャートで1位を記録した。
作詞はビリー・ジョー・アームストロング、作曲はグリーン・デイ。

## 概要
ビリーの歪んだエレキギターの音で始まり、全体的にバンドサウンド中心のアレンジになっている。バンドのコンピレーション・アルバム『インターナショナル・スーパーヒッツ!』にも収録されている。
加えて、バンドのライブでも演奏されており、バンドのEPにも収録されている。